# Урбс (Античность)
Не путать со словом «полис», городская община.
Урбс  (лат. urbs, ж. р. urbsis) — латинский термин, обозначавший в античности город, окруженный стеной, укреплённый город. Отсюда термин «урбанизация». Урбс с заглавной буквы — эпитет Рима.

## Терминология
Другие обозначения города у древних римлян: оппидум (oppidum), муниципий (municipium colonia), префектура (praefectura).
Понятие города, как противоположности государству, было чуждо первоначальному римскому государственному устройству. Словами урбс (одного корня с orbis — круг) и оппидум (от oppodum — огороженное место) выражалось понятие, противоположное понятию области и заключавшее в себе, как существенный элемент, правовой акт постройки стен.
Различие урбса и оппидума состояло лишь в том, что под урбсом подразумевался более значительный центр городской жизни, с претором и сенатом, а под оппидумом — меньший центр, с дуумвирами и декурионами. Первоначальная противоположность терминов города и области отразилась в наименованиях плебса городским — urbana и oppidani (или cives intramurani, жителей внутри стен) — с одной стороны, и плебса rustica (аграрного) — с другой. Кроме того, урбс прямо противопоставлялся понятию ager (территория), в понятии же оппидума существенным признаком являлся элемент городского общинного начала, хотя наряду с этим для обозначения общины существовали более употребительные термины populus и civitas.

## Основание античного города
Обряды при основании городов были заимствованы римлянами у этрусков. Основатель, облачённый в тогу «gabinus cinctus», проводил плугом очертание будущей стены (aratri circumductio), бросая при этом землю вовнутрь и пронося плуг над местом будущих ворот.

## Эпитет Рима
Слово Урбс (с заглавной буквы) — самый первый эпитет итальянской столицы, города Рима. Как город с древней историей, он звался на латыни «Вечным городом» (Urbs Aeterna). Согласно ЭСБЕ, эпитет был впервые упомянут в кодексе Феодосия, первом официальном собрании законов Римской империи (IV век) Однако нумидийский царь Югурта называл его «продажным городом» (Urbs venalis; см. сочинение историка Гая Саллюстия Криспа «Югуртинская война»).
Своё сочинение Тит Ливий озаглавил «От основания Рима» (Ab Urbe condita). Обращение к римлянам и прочим жителям в древнем Риме начиналось торжественной фразой «Urbi et orbi» (Городу и всему остальному миру). Позже её стали использовать римские папы.